# Tisový vrch
Tisový vrch  je 540 metrů vysoký kopec v sousedství Svojkovských skal na Českolipsku, zhruba 1 km severně od obce Svojkov a 2 km na východ od Sloupu v Čechách. Patří spolu s obdobně vysokým Slavíčkem do Cvikovské pahorkatiny.

## Popis kopce
Čedičový vrchol je nyní zalesněn a na jeho vrchol nevede žádná z turistických tras. Asi před 100 roky sem cesta vedla a na temeni byly i lavičky. Někdejší výhled do krajiny však znesnadňují vzrostlé buky. Níže na svazích rostou lesy smíšené, přerušené suťovým polem. Část svahů je vroubena skalami.
Od nedalekého (necelý 1 km vzdušnou čarou) kopce Slavíček je oddělen turisty hojně navštěvovaným Modlivým dolem, kudy vedou značené turistické trasy KČT. Ze sedla na severním konci dolu, či jednoho ze sloupských okruhů přes Svojkovské skály lze na vrchol Tisového vrchu od severovýchodu bezpečně dojít. Vůči Svojkovu (kde lze zaparkovat auto či kam jezdí autobusy) je převýšení vrcholu asi 200 metrů.)

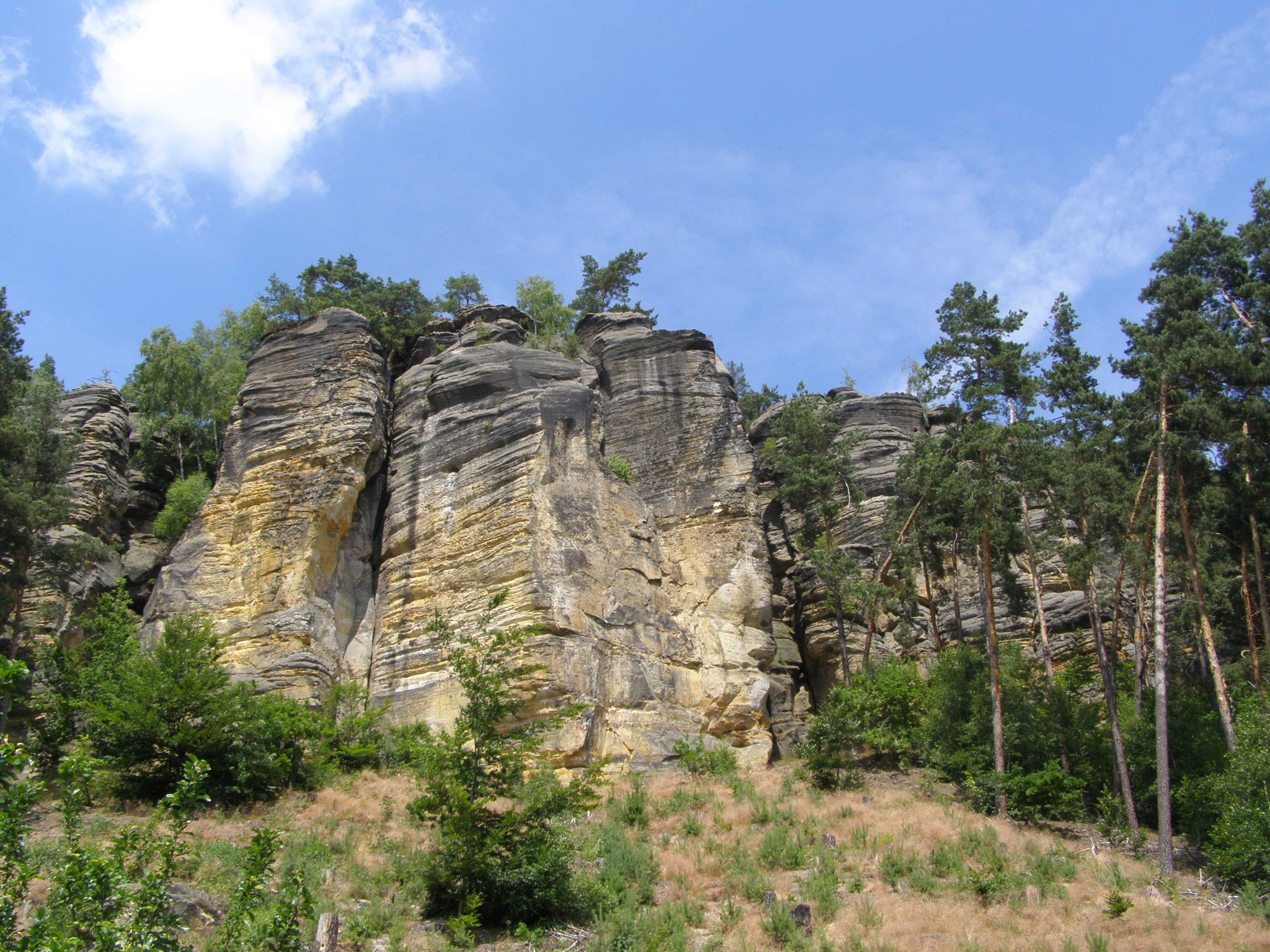
Skály na úbočí vrchu

Tisový vrch je řazen do geomorfologického okresku Cvikovská pahorkatina, která náleží pod celek Zákupská pahorkatina (a ta pod Ralskou pahorkatinu). Přímo přes vrchol je vedeno rozhraní katastrů Svitava 683 841 a Svojkov 761 214. Celá Cvikovská pahorkatina včetně Tisového vrchu je součástí okresu Česká Lípa.